# Cruzado

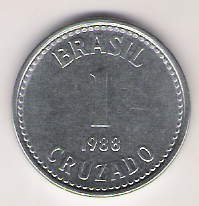
Cruzado de 1988

El cruzado (nom portuguès, literalment croat) fou la moneda del Brasil entre 1986 i 1990. El seu símbol era Cz$ i es dividia en 100 centaus (centavos).
Va aparèixer el 1986 en substitució del cruzeiro novo a raó de 1.000 cruzeiros per cruzado. El seu codi ISO 4217 era BRC. A causa de la inflació, fou substituït el 1989 pel cruzado novo a raó de 1.000 cruzados antics per un de nou. Li va correspondre el codi BRN. El 1990 fou substituït altra vegada pel cruzeiro en termes paritaris (1:1).
A l'època de la seva substitució, en circulaven monedes d'1, 5, 10 i 50 centaus i bitllets d'1, 5, 10, 50, 100, 200 i 500 cruzados, billets que foren sobreimpressionats amb el nom de la nova moneda substitutòria (cruzeiro) el 1990.